# Natur- und Kulturerbe der Ohrid-Region
Unter der Bezeichnung Natur- und Kulturerbe der Ohrid-Region führt die UNESCO den Ohridsee und die umgebende Kulturlandschaft in Nordmazedonien und Albanien als Welterbe. Die Gesamtfläche der eingetragenen Buchenwälder beträgt 94.728,6 Hektar und 15.944,4 Hektar Pufferzone, wovon rund drei Viertel in Nordmazedonien liegen. Bei der Erweiterung vom See auf das kulturelle Erbe der Region war es erst die zweite gemischte Welterbestätte im UNESCO-Welterbe.

## Schutzobjekt

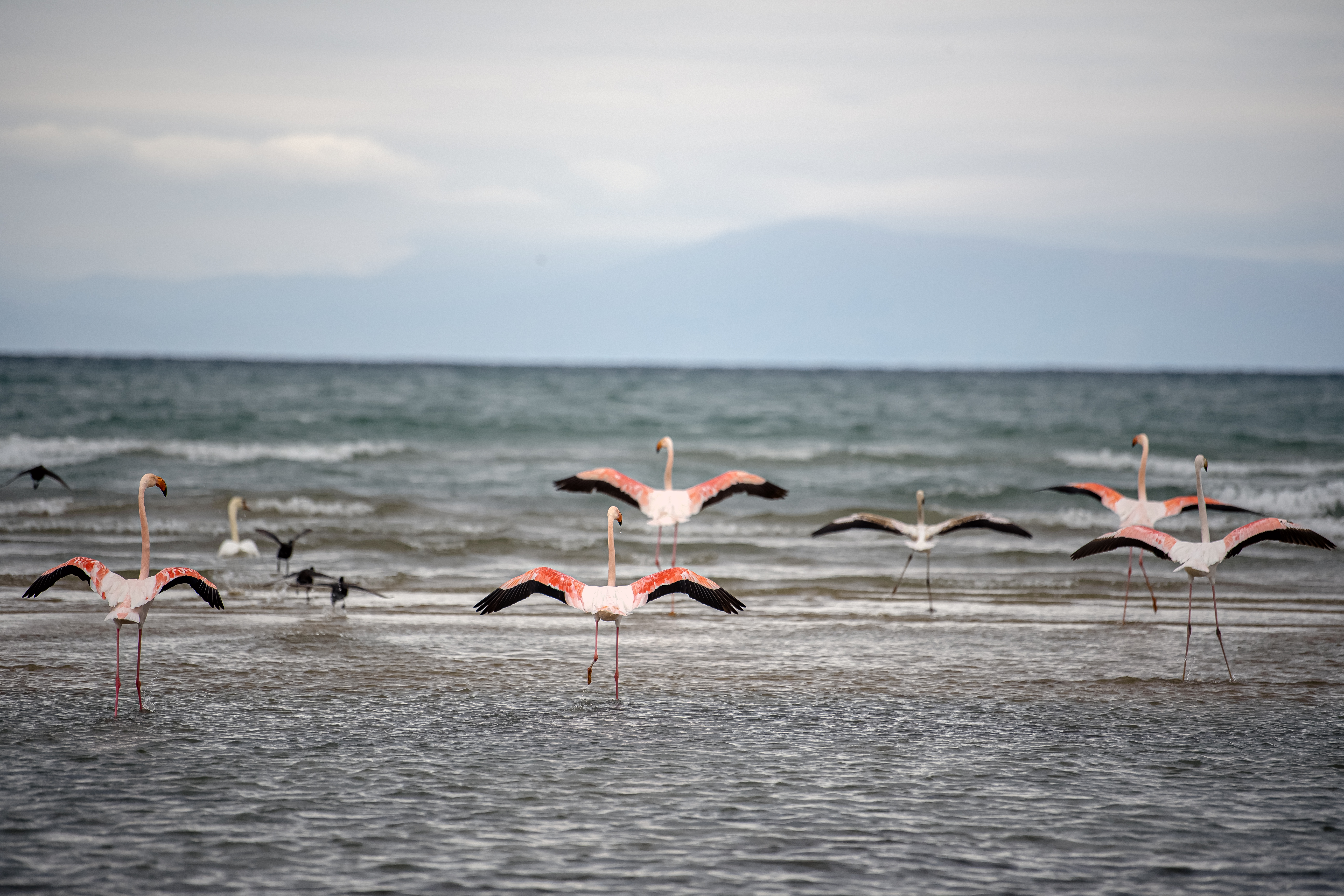
Flamingos am Ufer bei Pogradec

Das Welterbe schützt primär den Ohridsee. Mit zwei bis drei Millionen Jahren ist dieser See tektonischen Ursprungs einer der ältesten Europas und Heimat vieler endemischer Pflanzen- und Tierarten aus dem Tertiär, die nur in diesem Süßwasserreservat vorkommen (mehr als 300 von 1500 Arten). Allein auf albanischer Seite wurden im See 44 Arten wirbelloser Tiere, 21 Fischarten, sechs Amphibienarten, 13 Reptilienarten, 137 Vogelarten und 21 Säugetierarten nachgewiesen.
Darüber hinaus ist die Region ein altes Siedlungsgebiet mit reichem archäologischem Erbe, das bin in die frühe Jungsteinzeit zurückreicht. Siedlungsfunde und somit der Nachweis von Ackerbau gehen bis in die Mitte des 5. Jahrtausend v. Chr. zurück.
Als Meisterwerke der menschlichen Schöpferkraft gelten die Altstadt von Ohrid, eine der ältesten Städte Europas, und die zahlreichen Fundplätze und Sehenswürdigkeiten rund um den See aus der Bronzezeit, der Antike, dem Mittelalter und der Neuzeit. Die Verteilung von historisch bedeutenden Orten entlang dem ganzen Seeufer stellt ein „außerordentliches harmonisches Ensemble“ (UNESCO) dar.
Die Region zeugt von verschiedenen früheren Kulturen, unter denen die zahlreichen alten Kirchen mit byzantinischer Kunst – insbesondere Ikonen – besonders hervorzuheben sind. Rund um den See wurden große Basilikae errichtet, Zeugnisse eines den ganzen See umfassenden Glaubenslebens, wie sie zum Beispiel die Ähnlichkeit der Mosaike der frühen Kirchen von Lin und Ohrid zum Ausdruck bringen. Mit den frühslawischen Klöstern und der ersten slawischen Universität war die Region am Ohridsee Wiege einer Religionswelt, die von hier aus Schrift, Bildung und Kultur in die ganze slawische Welt hinaustrug.
Als bedeutende Sehenswürdigkeiten gelten:
- die Altstadt von Ohrid mit Funden des antiken Lychnidos, frühen Kirchenbauten und ihrer einzigartigen, noch weiträumig erhaltenen Architektur, mehrheitlich aus osmanischer Zeit, sowie die Festung
- das Kloster Sveti Naum aus dem 9. Jahrhundert (Nordmazedonien)
- die Karstquellen von Sveti Naum (Nordmazedonien) und Drilon bei Tushemisht (Albanien)
- die antiken Ausgrabungen in Lin (Albanien)
- der Nationalpark Galičica (Nordmazedonien)
- das Museum „Bucht der Knochen“ zu den frühgeschichtlichen Forschungen (Nordmazedonien)
- weitere orthodoxe Kloster, Kirchen und Einsiedeleien in der Region

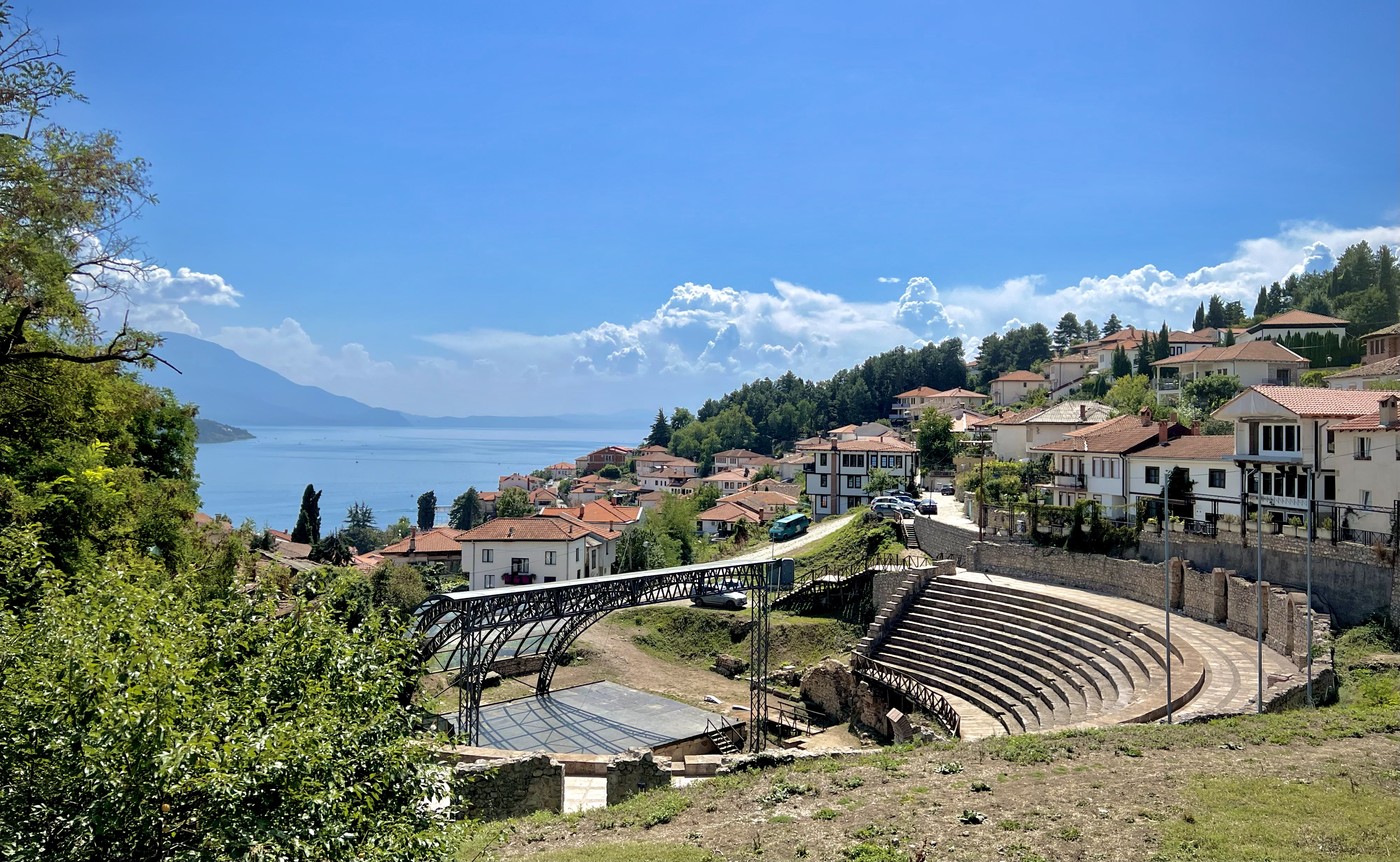
Antikes Theater in der Altstadt von Ohrid
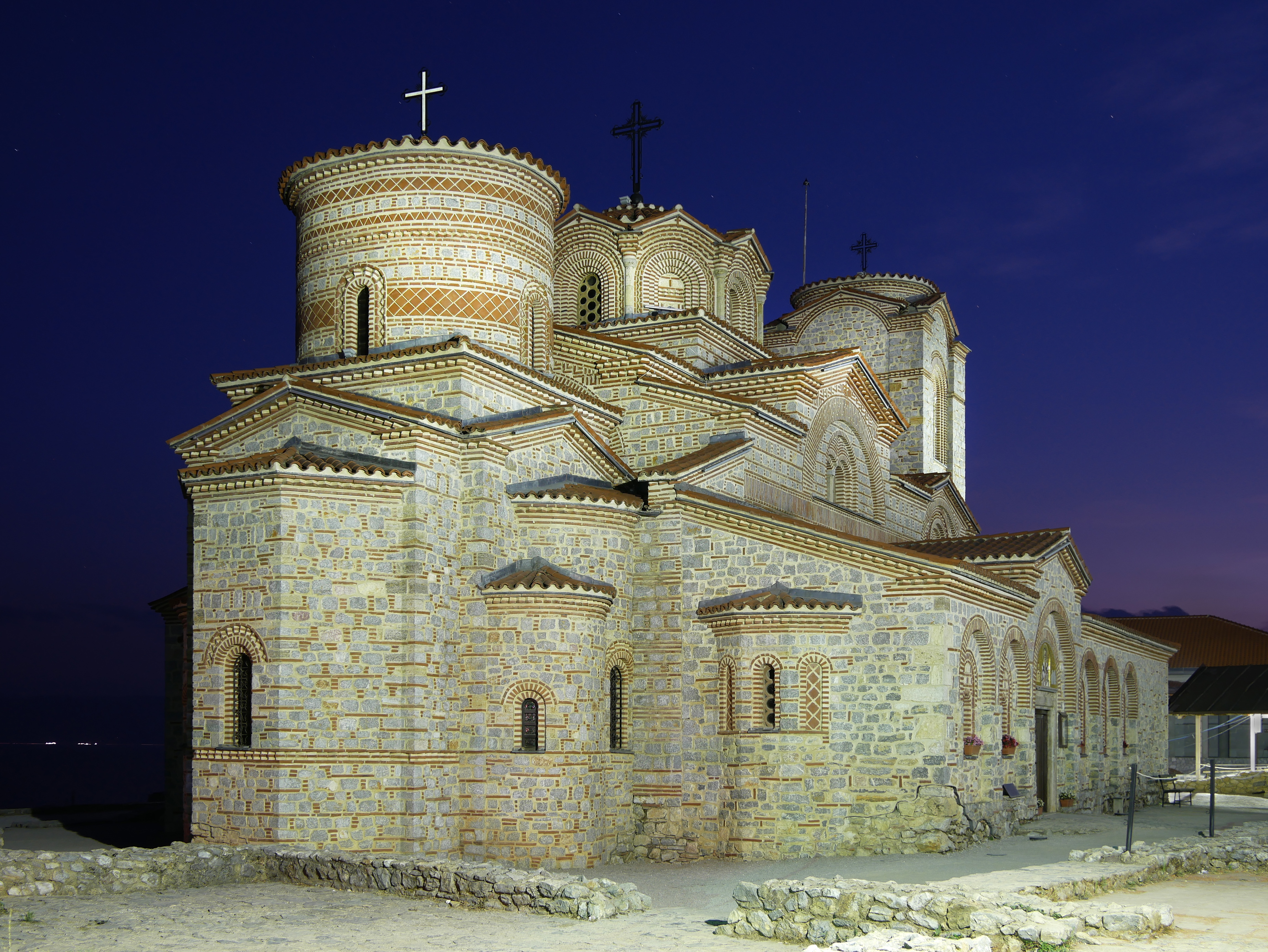
Sveti Pantelejmon, Ohrid
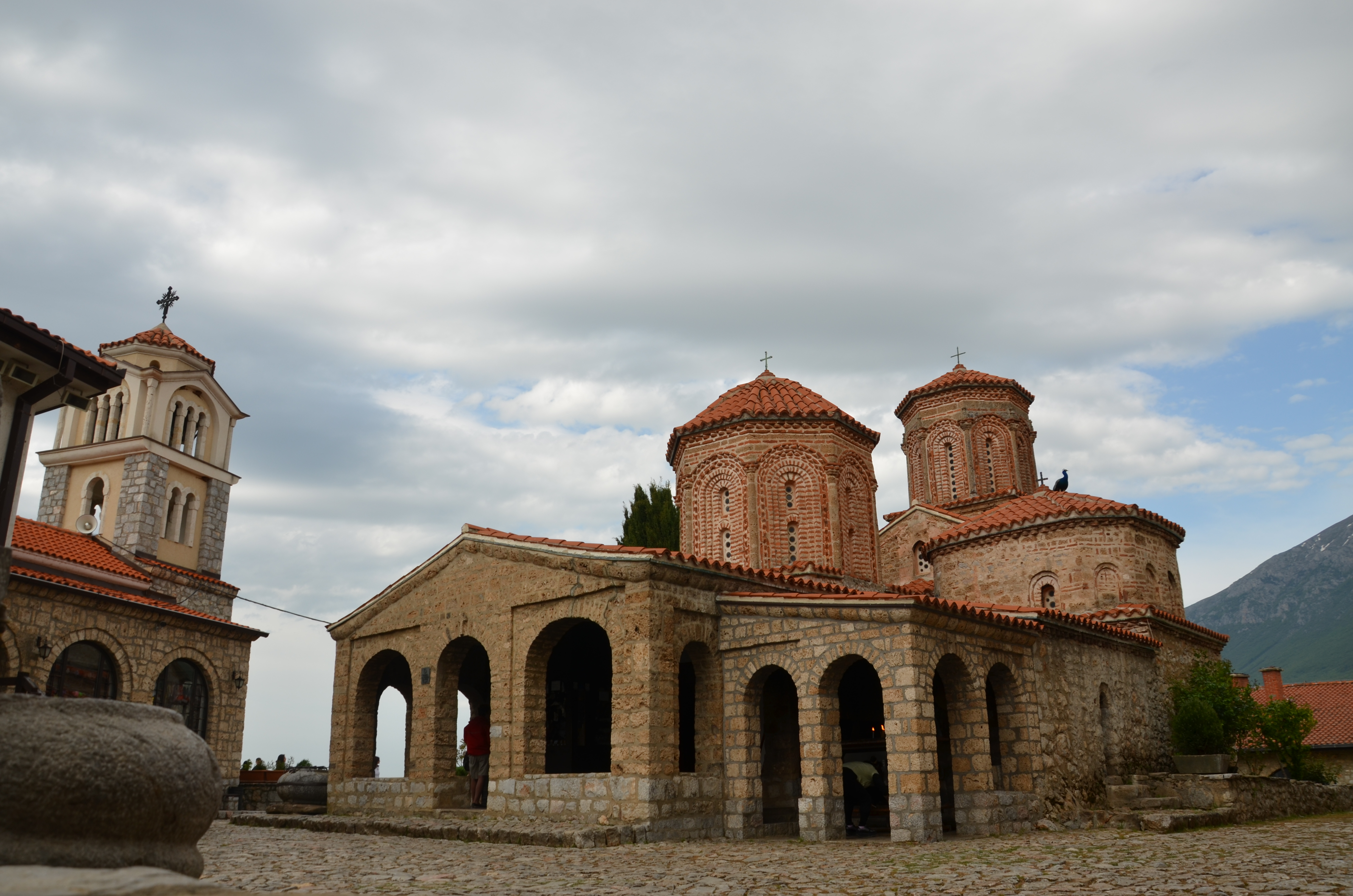
Kloster Sveti Naum
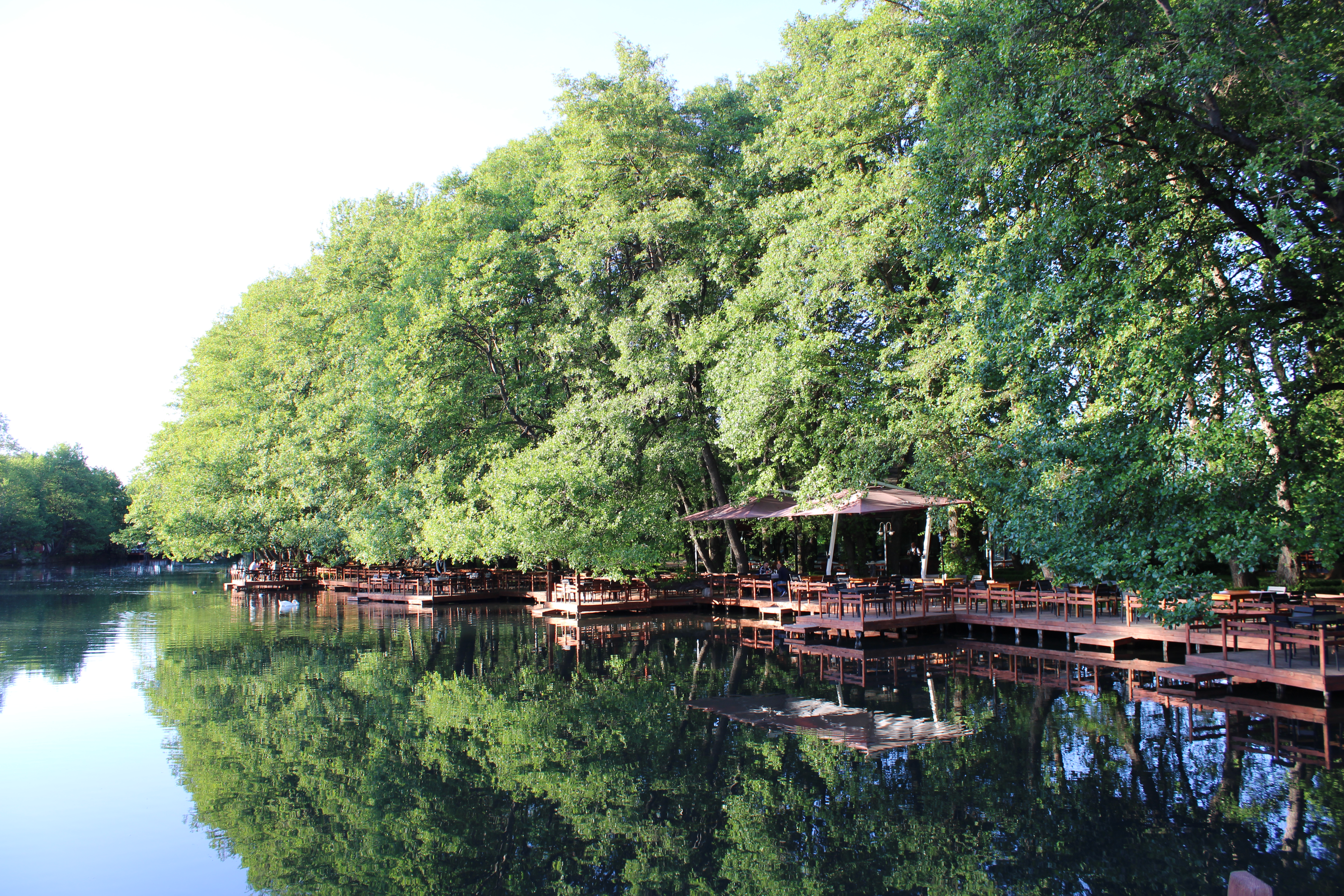
Quelltopf von Drilon
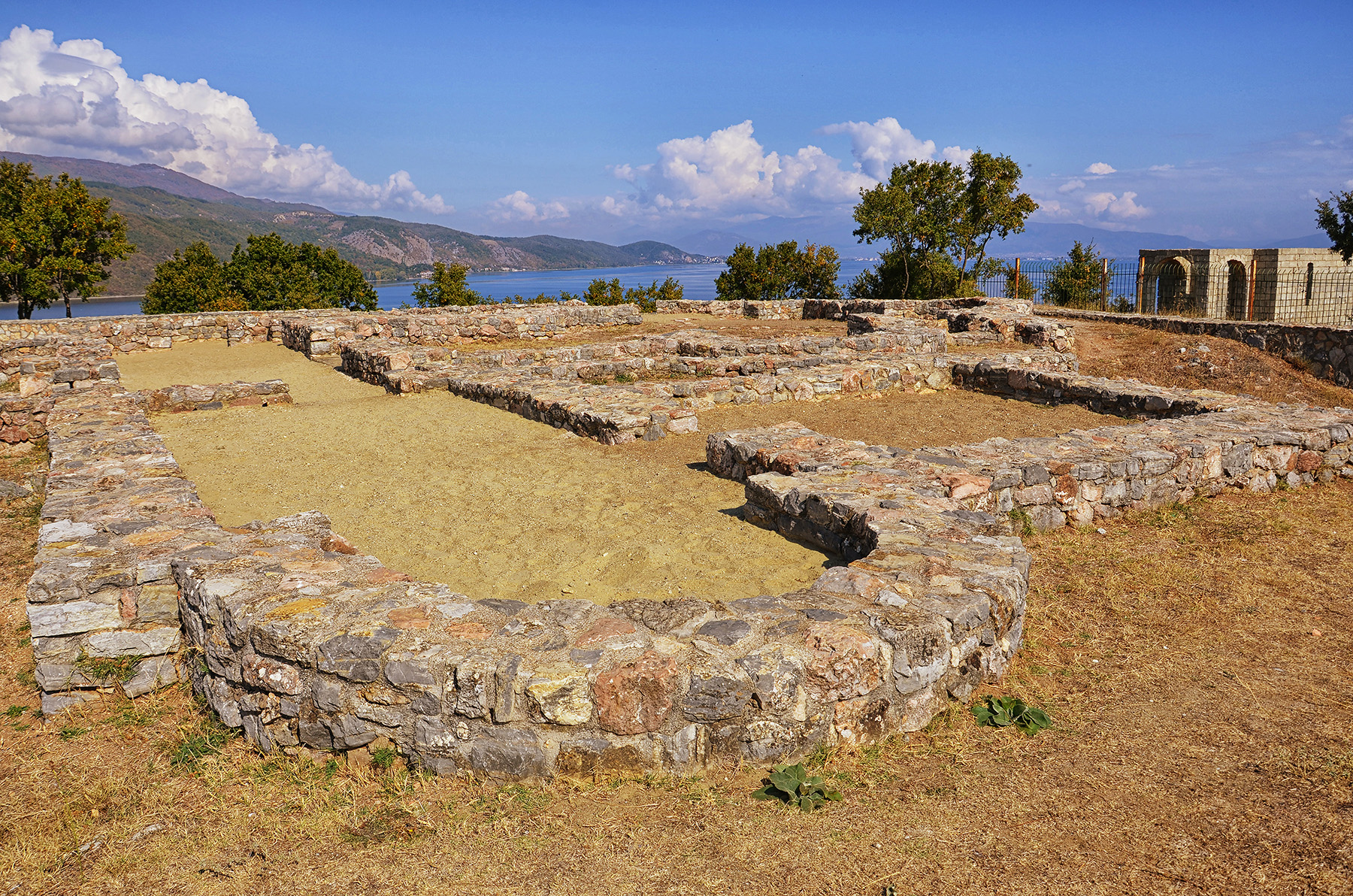
Basilika von Lin
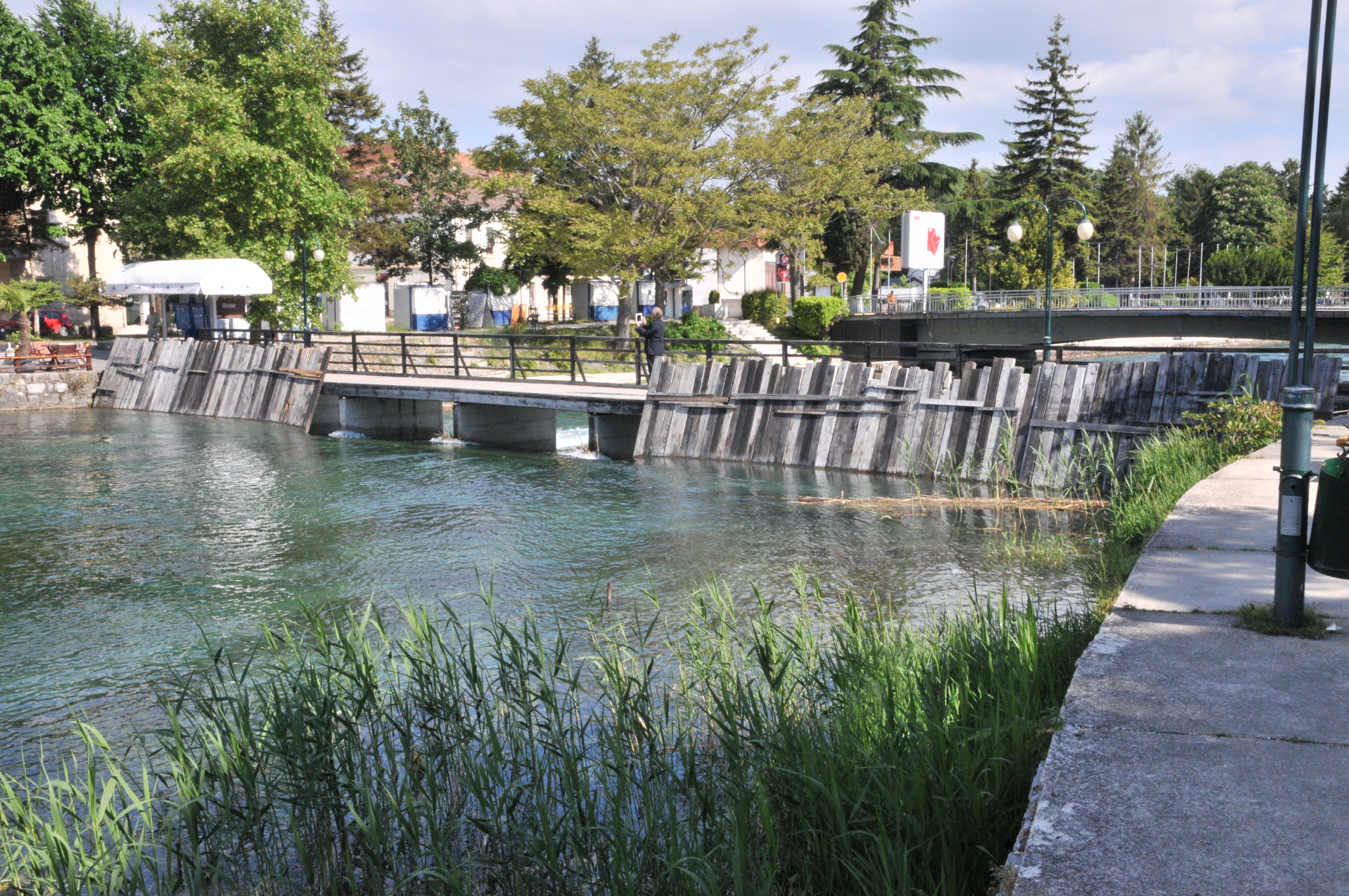
Ausfluss des Schwarzen Drin in Struga
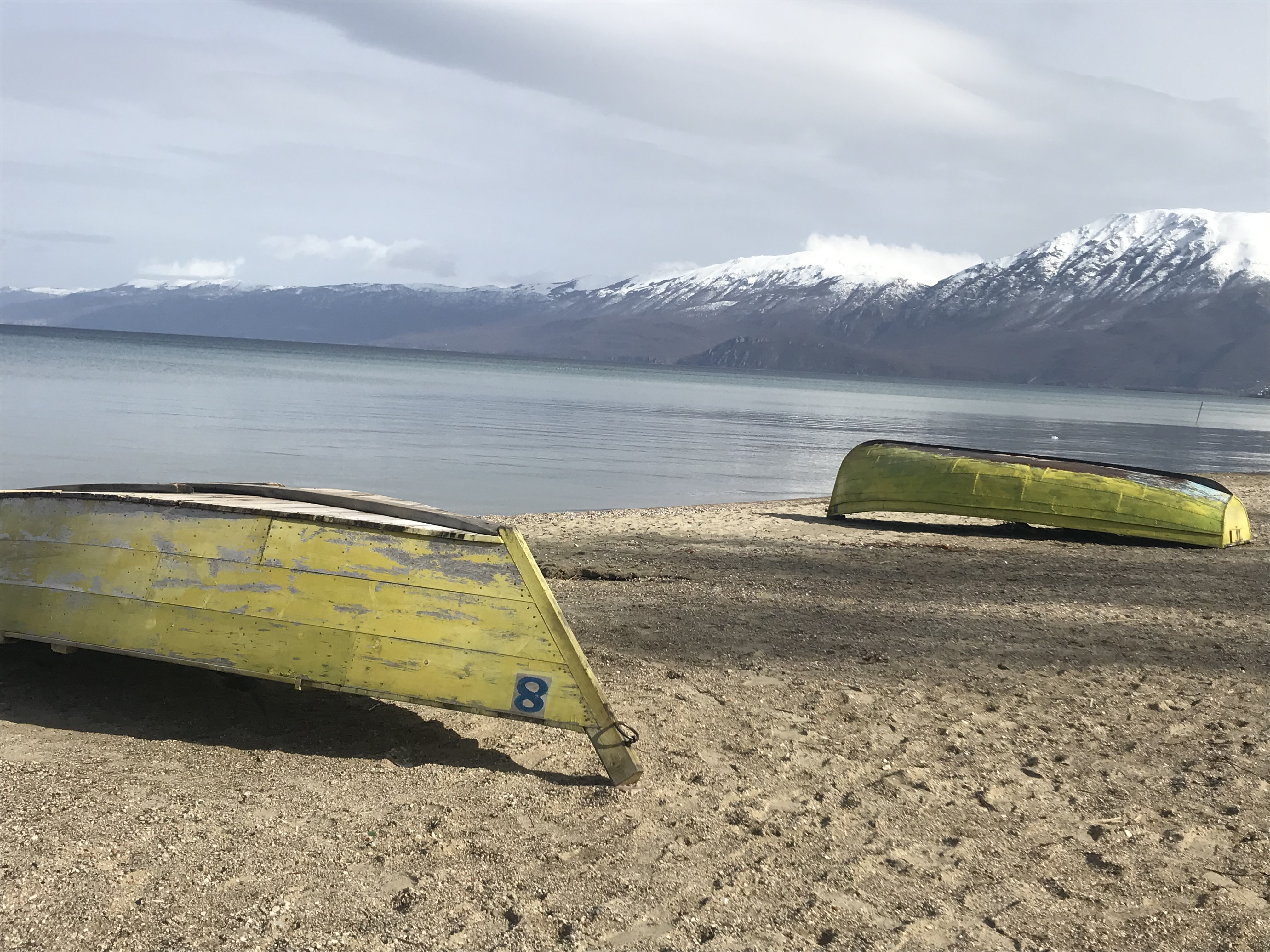
Galičica von Pogradec aus
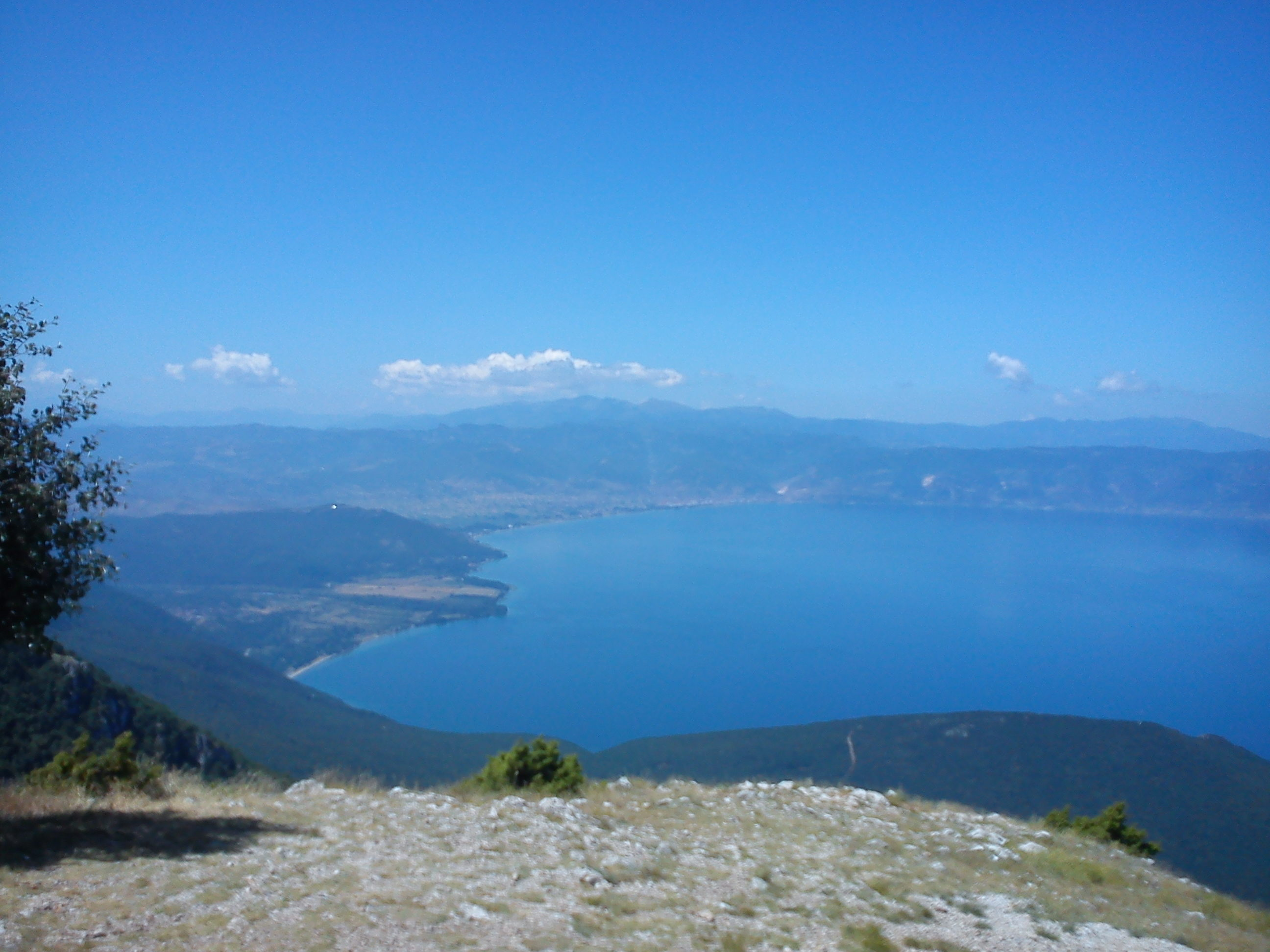
Ohridsee von Galičica
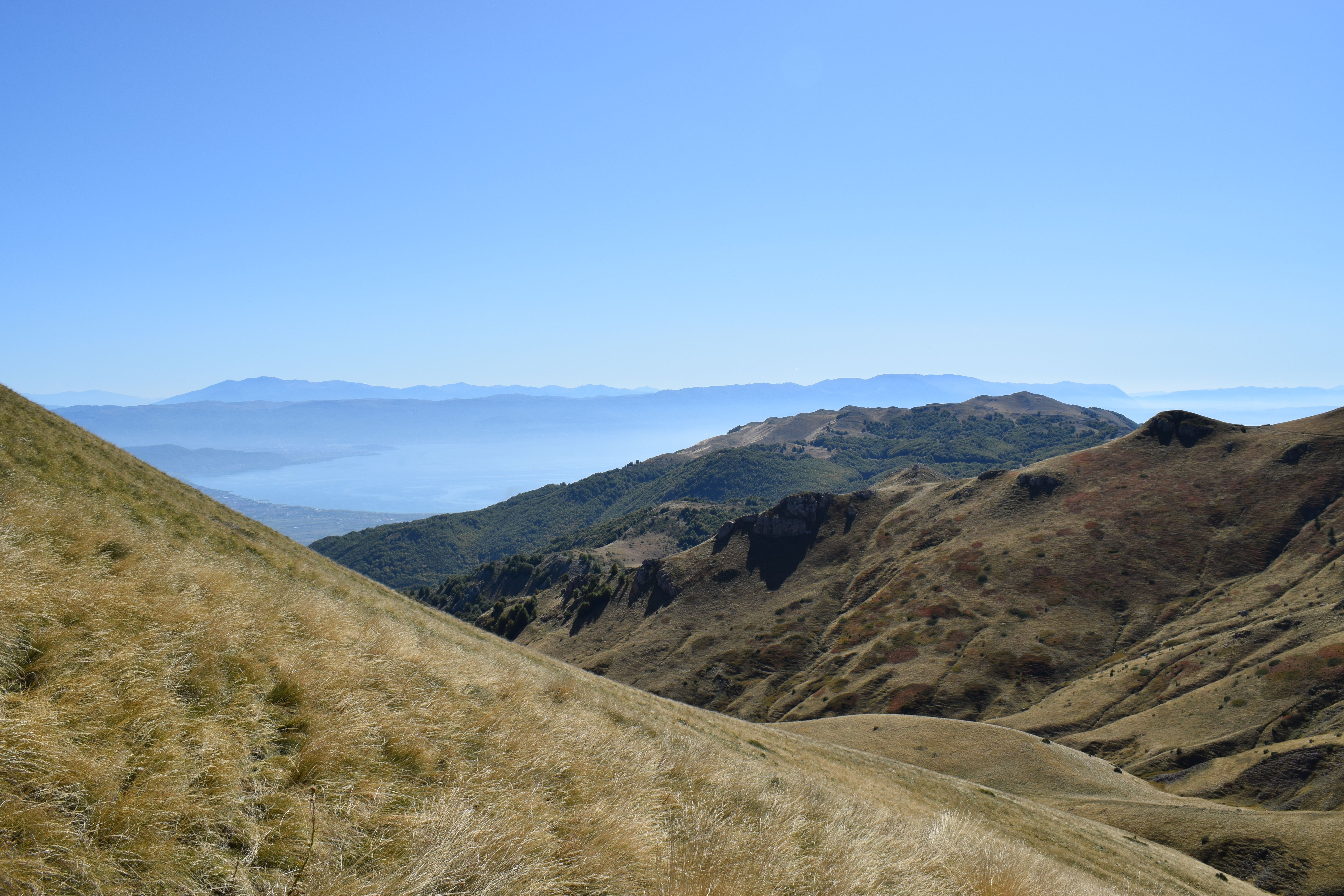
Blick aus dem Jablanica-Gebirge zum Ohridsee
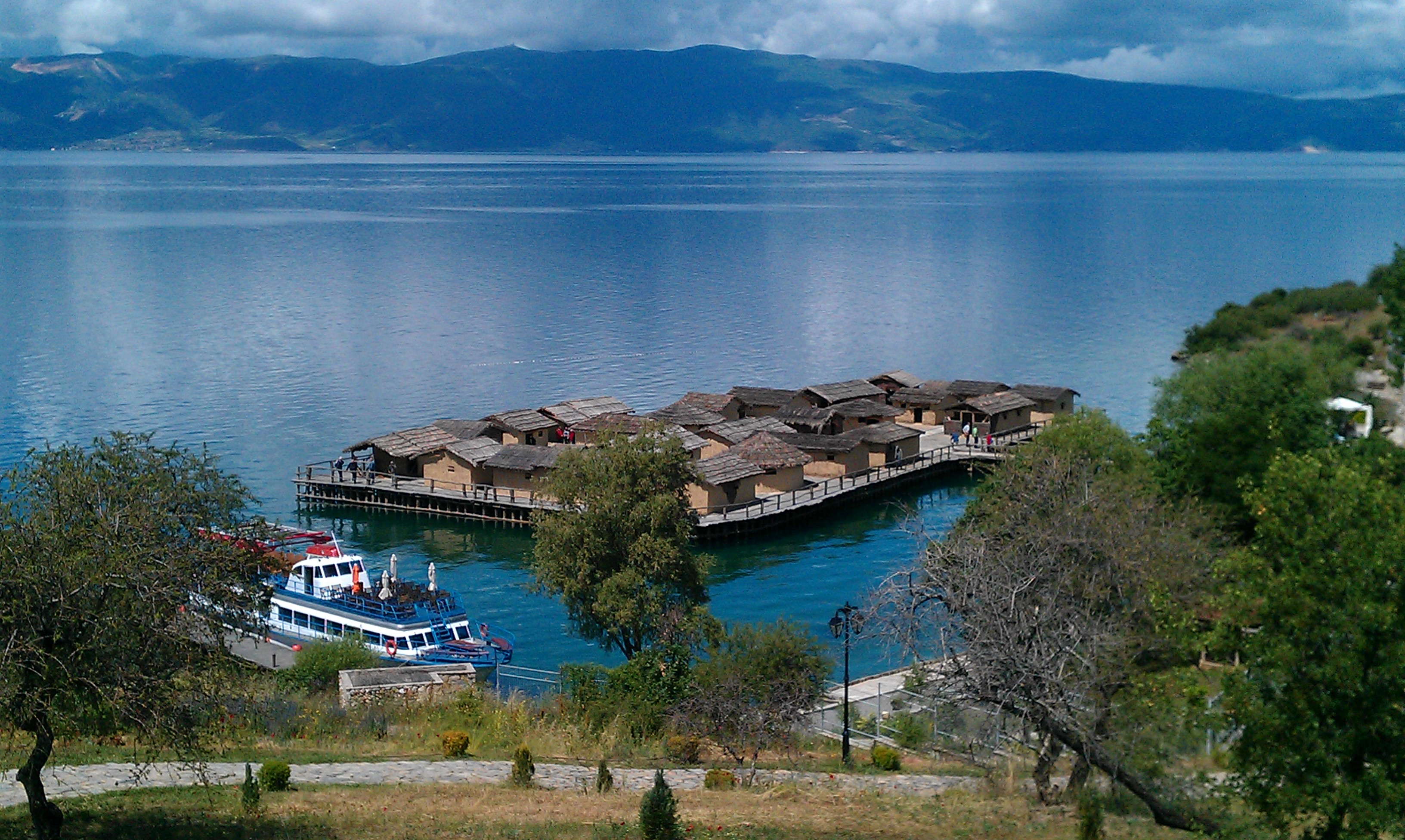
„Bucht der Knochen – Museum auf dem Wasser“

## Geschichte
Auf der dritten Sitzung des Welterbekomitees im Oktober 1979 wurde der See unter der Bezeichnung „Ohridsee (Jugoslawischer Teil)“ auf Antrag von Jugoslawien als Naturerbestätte aufgenommen (zusammen mit den Plitvicer Seen, der Altstadt von Dubrovnik, Stari Ras und Kloster Sopoćani sowie dem Diokletianspalast).
Auf der vierten Sitzung im September 1980 entschied das Welterbekomitee, den Schutz auf das historische und kulturelle Erbe der Region auszudehnen. Damit wurde auch der Name in „Region Ohrid mit seinen kulturellen und historischen Aspekten und seiner natürlichen Umgebung“ geändert. 2006 wurde der Name in „Natur- und Kulturerbe der Ohrid-Region“ geändert.
2008 erließ das Welterbekomitee eine Entscheidung, in der Nordmazedonien aufgefordert wurde, die Grenzen des Gebiets leicht anzupassen und mit Albanien auf eine Ausdehnung des Gebiets hinzuarbeiten, da mit dem Schutz des ganzen Einzugsgebiets der Wert und die Integrität der Welterbestätte Ohridsee gestärkt würden. Im Folgejahr konnten die Vorschläge Nordmazedoniens bei der Grenzziehung genehmigt werden.
2014 und 2016 sprach das Welterbekomitee seine Bedenken aus wegen verschiedener Infrastrukturprojekte und forderte Nordmazedonien auf, die Planung zu verbessern und die Einhaltung aller gesetzlichen Bestimmungen sicherzustellen.
Die Erweiterung der Welterbestätte um den albanischen Teil des Sees, einiger weniger Uferbereiche auf albanischer Seite und dem restlichen Teil des Einzugsgebiets in Albanien wurden auf der 43. Sitzung im Juni 2019 gutgeheißen.

## Umfang der Welterbestätte

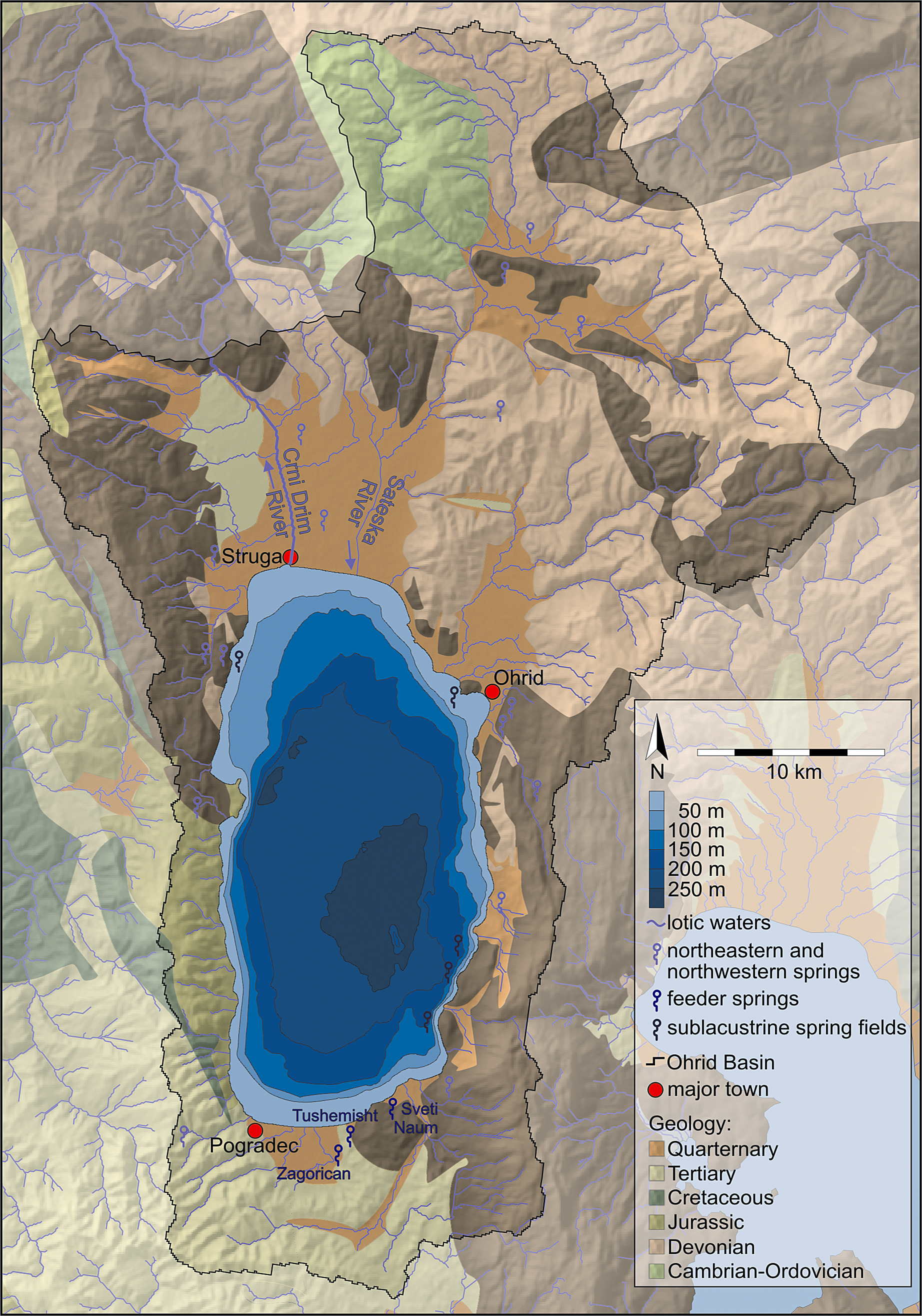
Karte des Beckens von Ohrid mit den wichtigsten hydrologischen Objekten und der grundlegenden Geologie

Das Welterbe umfasst – nimmt man die Pufferzone hinzu – das ganze Becken rund um den See. Es wird von hohen Gebirgen umgeben, die Jablanica im Nordwesten, die Mokra-Berge im Südwesten, die Galičica (Nationalpark) und der Mali i Thatë im Südosten sowie der Karaorman im Norden. Somit gehören neben dem Einzugsgebiet des Sees auch die Struga-Ebene und der entwässernde Schwarze Drin bis zum Beginn des Globočica-Stausees zum Perimeter (ca. zwölf Kilometer). Nicht vollständig innerhalb des Gebiets liegt das Einzugsgebiet der Sateska (nur die rund 20 unteren Kilometer ab Belcišta).
In Albanien gehören neben dem See nur wenige Uferbereiche zum Perimeter, so die Halbinsel von Lin, ein Uferbereich nördlich des Dorfes und der Quellteich von Drilon bei Tushemisht. In der Pufferzone liegen vor allem die kulturhistorisch weniger bedeutsamen Orte, die Stadt Pogradec mit den Kupfer-Bergwerken, die Nachbarorte Buçimas und Tushemisht sowie zahlreiche weitere kleinere Dörfer entlang des Seeufers oder des südlichen Beckenrands. Nichtsdestotrotz finden sich auch hier einige bedeutsame Kultur- und Naturdenkmäler. Der albanische Teil des Beckens ist seit 1999 Teil eines Landschaftsschutzgebiets.

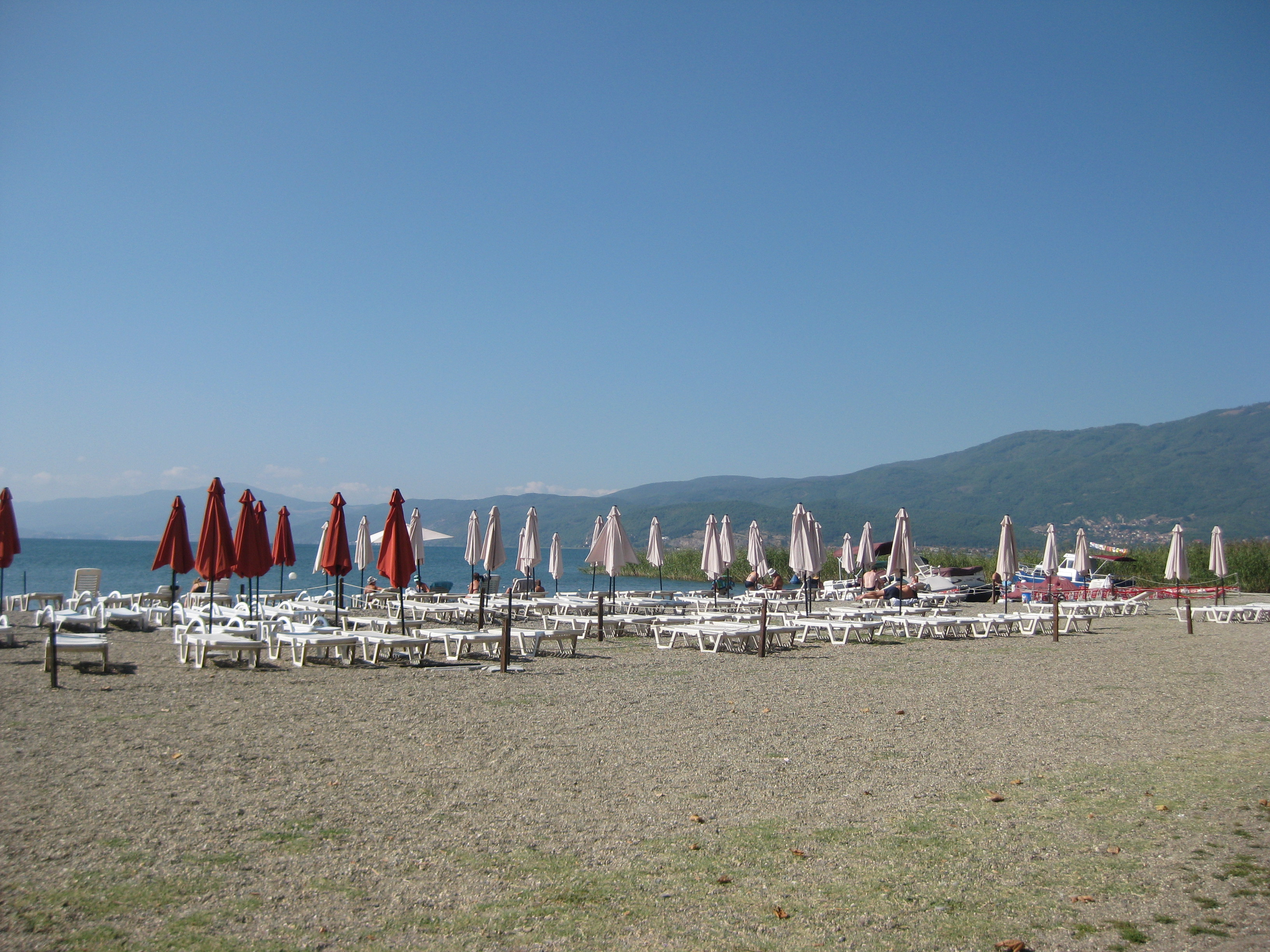
Strand in Struga

Die teilweise hohe Bevölkerung am See (insbesondere in und um die Städte Ohrid, Struga und Pogradec) sowie der Tourismus bedrohen das fragile Ökosystem des Sees wie auch die architektonische Integrität der historischen Ensembles. Management-Pläne sollen hier Abhilfe schaffen.